# لودوفيك كينيدي
لودوفيك كينيدي (بالإنجليزية: Ludovic Kennedy)‏ (و. 1919 – 2009 م) هو صحفي، وكاتب، ومقدم تلفزيوني بريطاني، ولد في إدنبرة، كان عضوًا في الحزب الليبرالي، وكان عضوًا في الجمعية الملكية للأدب، توفي في ساليسبري، عن عمر يناهز 90 عاماً، بسبب ذات الرئة.

## التعليم
تعلم في كنيسة المسيح، أكسفورد، وكلية إيتون.

## الخدمة العسكرية
خدم في البحرية الملكية البريطانية.

## جوائز
حصل على جوائز منها:
- زميل في الجمعية الملكية للأدب.

## وصلات خارجية
- لودوفيك كينيدي على موقع IMDb (الإنجليزية)
- لودوفيك كينيدي على موقع قاعدة بيانات الفيلم (الإنجليزية)

- لودوفيك كينيدي في قاعدة بيانات الأفلام على الإنترنت